# Mokolé (peuple)
Pour les articles homonymes, voir Mokolé.
Les Mokolé (ou Mokollé, Monkolé, Fée) sont une population vivant au nord-est du Bénin, autour de la ville de Kandi, dans le département de l'Alibori. Ils représentent 0,3 % de la population du pays.
D'origine yoruba, on les rattache souvent au grand groupe des Bariba qui compte environ 600 000 personnes, dont 500 000 au Bénin.

## Langue
Ils parlent le mokole, une langue yoruboïde du groupe ede, dont le nombre de locuteurs était estimé à 34 200 en 2016.